# Elisabetta Picenardi
Elisabetta Picenardi (Mantova, 1428 – Mantova, 19 febbraio 1468) è stata una beata italiana.

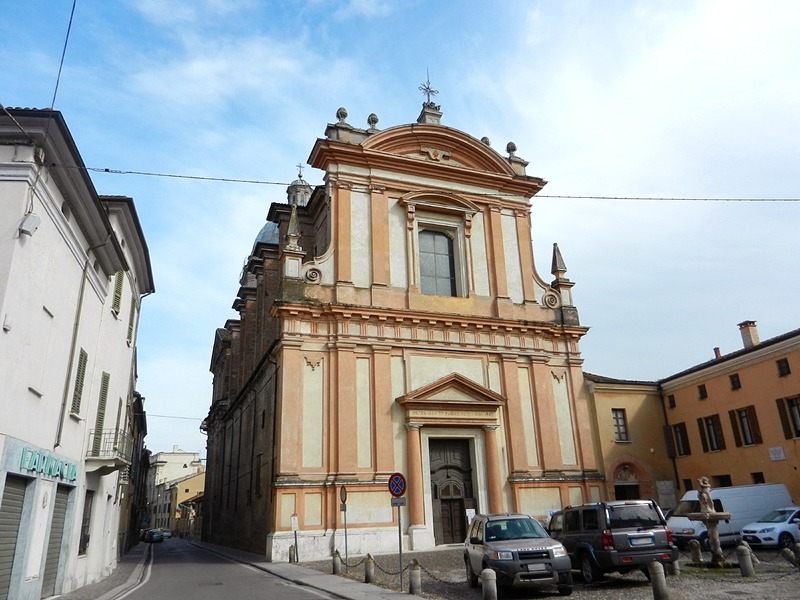
Chiesa di San Barnaba (Mantova)

Era una donna laica cattolica italiana appartenente all'Ordine dei Servi di Maria, professa del terzo ordine. Nacque a Mantova in una famiglia nobile e, nonostante le pressioni per indurla al matrimonio, insistette invece nel perseguire il cammino religioso accanto alla sorella.
La sua beatificazione ricevette la ratifica il 10 novembre 1804, dopo che papa Pio VII diede conferma ufficiale al culto locale costantemente tributatole dalla devozione popolare.

## Biografia
Elisabetta Picenardi nacque a Mantova nel 1428 dal nobile Leonardo Picenardi e da Paola Nuvoloni. Suo padre prestò servizio come maggiordomo del marchese Gianfrancesco Gonzaga.

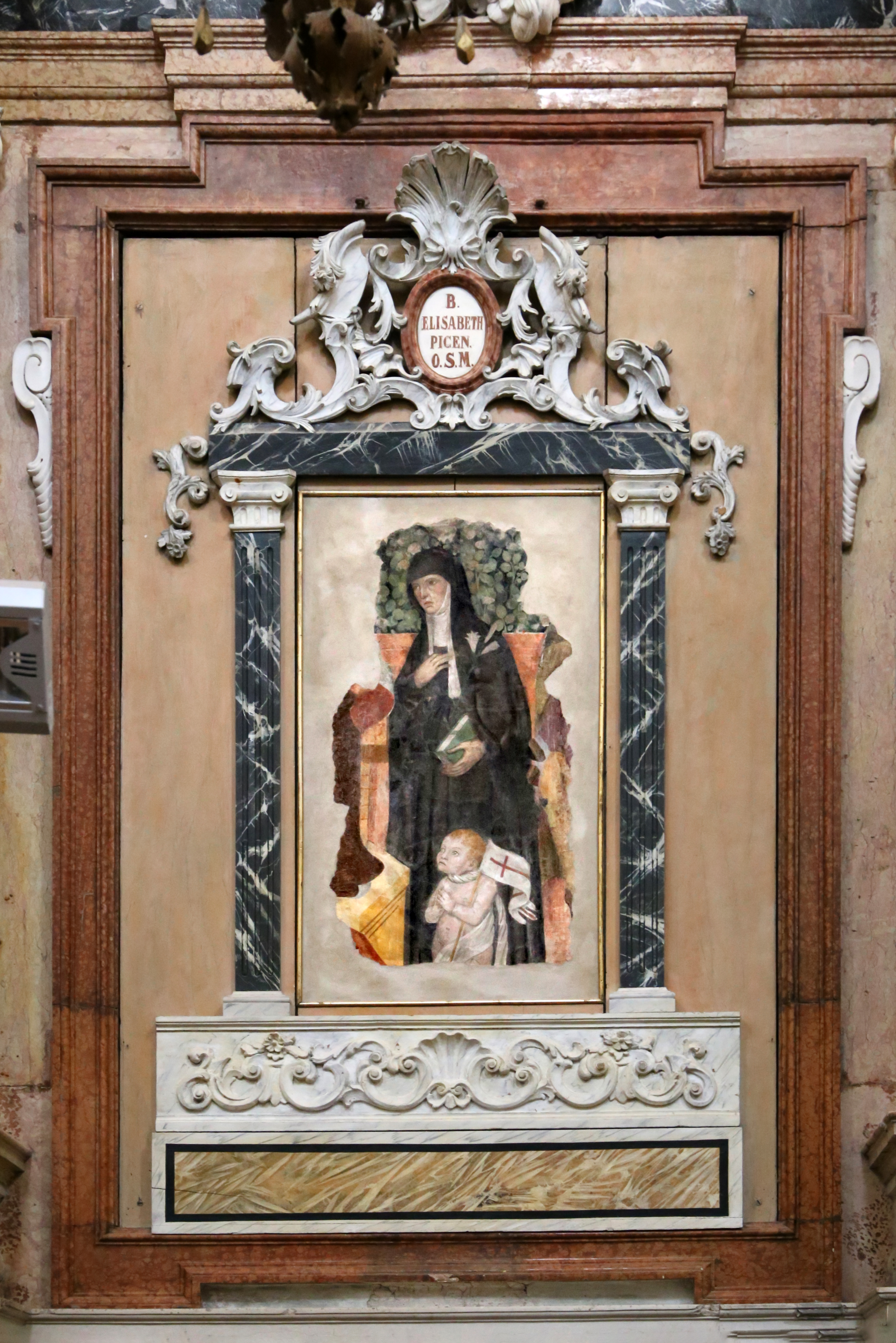
La più antica raffigurazione della beata Elisabetta. Mantova, chiesa di San Barnaba, altare della beata, affresco frammentario, sec. XV

Elisabetta ricevette un'educazione formale come nobile e ricevette le istruzioni religiose da sua madre, mentre suo padre la istruiva in latino. Subì la morte della madre durante l'infanzia e fu il solo padre a prendersi cura di lei e di sua sorella. Nella sua infanzia visse vicino alla chiesa di San Barnaba, gestita dall'Ordine dei Servi, il cui convento nel 1448 aveva aderito precocemente alla Congregazione dell'Osservanza. Suo padre avrebbe desiderato per lei un matrimonio con un uomo del loro rango. Elisabetta, invece, a vent'anni scelse di emettere i voti nel terz'ordine dei Serviti, continuando a vivere nella casa paterna. Dopo la morte del padre nel 1465 Elisabetta si traferì presso la sorella, di nome Orsina o Orsolina, che invece aveva sposato il nobile Bartolomeo Gorni. La casa si trovava in contrada del Cigno, sempre vicino alla chiesa di San Barnaba.
Sia Elisabetta che la sorella erano diventate membre professe del Terzo Ordine dei Servi già nel 1448 ed Elisabetta si fece notare tra i suoi confratelli religiosi per la sua personale santità e gentilezza di spirito, tanto da indurre altre donne a unirsi all'ordine. Come segno di austerità rivestì una camicia di capelli e si cinse di una cintura di ferro larga quattro dita che portò fino alla morte. Elisabetta recitò abitualmente la liturgia delle ore come i frati e ricevette frequentemente l'eucaristia confessandosi da fra Barnaba, che la accompagnava spiritualmente. Per la grande devozione mariana della beata, molti richiesero la sua preghiera per ottenerne l'intercessione.
Elisabetta morì nel 1468. L'anno prima aveva presagito la morte e fatto testamento, lasciando ai frati serviti di San Barnaba il suo breviario e la somma di trecento ducati per il culto in tale chiesa. La sua tomba nella chiesa di San Barnaba fu presto ritenuta un luogo di miracoli. Al momento delle soppressioni napoleoniche il suo corpo fu portato nella cappella gentilizia del castello di Torre de' Picenardi e infine all'interno della chiesa parrocchiale del luogo, dove tuttora si trova.
Una sua precoce raffigurazione è il frammento di affresco strappato conservato nella chiesa di San Barnaba a Mantova.

## Beatificazione
La sua beatificazione ricevette conferma formale il 10 novembre 1804, quando papa Pio VII ratificò il culto locale esistente ab immemorabili.